# Harald Skorepa

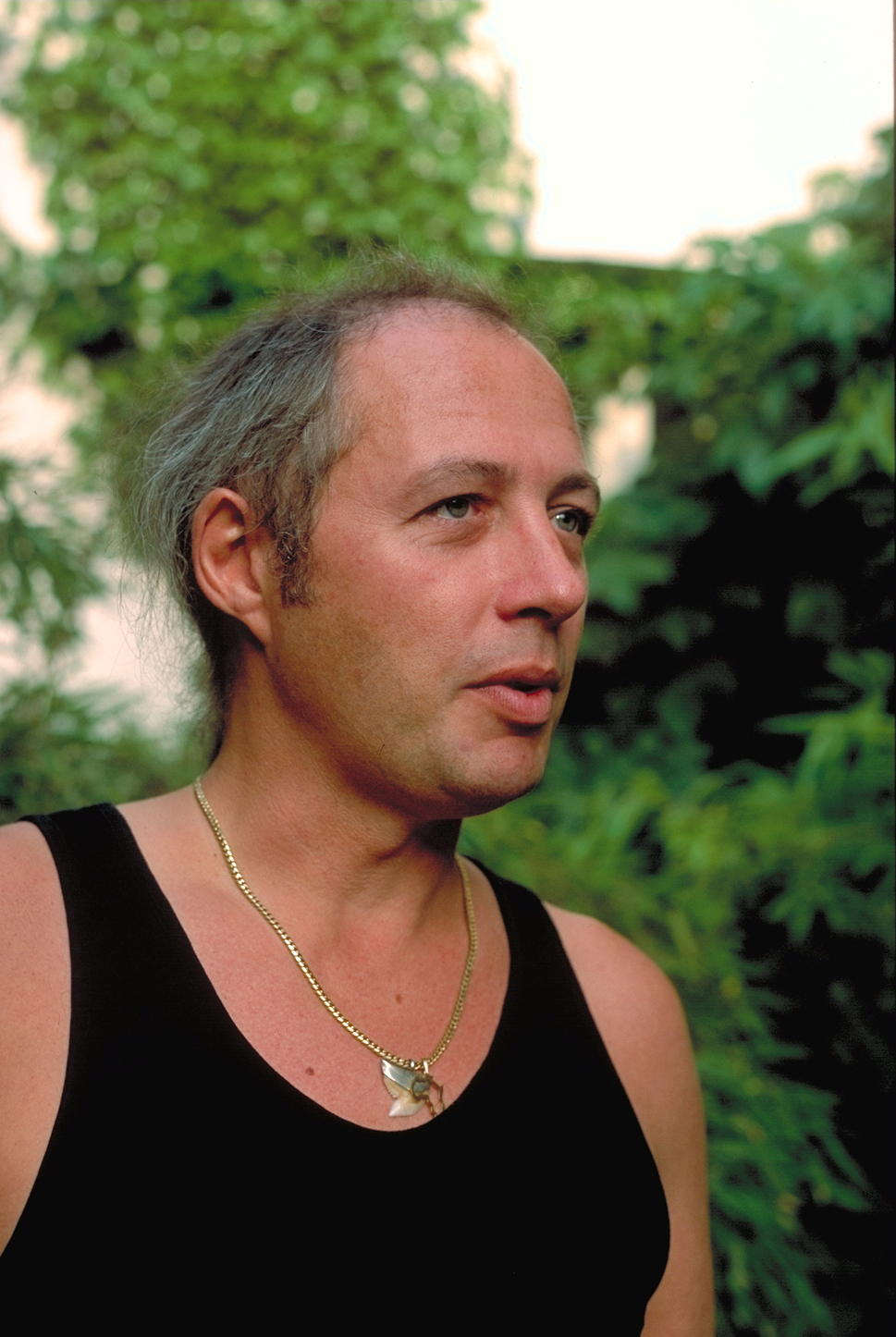
Harald Skorepa (1996)

Harald Skorepa (* 1952 in Altenhundem) ist ein deutscher Musiker, Multiinstrumentalist, Songschreiber, Psychotherapeut und Autor.

## Leben

### Die frühen Jahre
Harald Skorepa besuchte in seiner Heimatstadt die Grundschule sowie das Gymnasium bis zum Abitur. Sein Vater war Pianist und erteilte ihm ab 1957 ersten Unterricht. 1965 und 1966 kamen Orgel, Gitarre und Querflöte hinzu, dann erfolgte der Einstieg in die ersten Rockgruppen. Verschiedene sogenannte Beatmessen mit der später „Soul Spirits“ benannten Gruppe im kirchlichen Rahmen fanden statt, danach folgte die Mitgliedschaft in den Bands „Shapes Of Things“ und „New Changing Times“ mit dem Gitarristen Martin Knaden, der später bei „Curly Curve“ spielte. 1971 stand Harald Skorepa mit der Gruppe „Upperseption“ im Vorprogramm von „Golden Earring“ und „Man“ auf der Bühne. Seine Einberufung zur Bundeswehr führte zur Auflösung der Band.

### Die 1970er und 1980er Jahre
1972 ging Harald Skorepa zum Studium der Psychologie nach Berlin und spielte dort nacheinander in verschiedenen Gruppen, u. a. bei „Os Mundi“ mit Udo Arndt, dem späteren Produzenten von „Spliff“ und Nena, sowie dem „Berliner Rock Ensemble“ mit dem Sänger Klaus Lage und dem Schlagzeuger Wolfgang Brock. Nach Abschluss des Psychologiestudiums nahm Harald Skorepa Unterricht bei Professor Gustav Hansen in Klavierspiel, Komposition, Harmonie- und Satzlehre. Es folgte der Aufbau eines Anti-Drogen-Rockprogramms mit dem Sänger Rainer Tscheu, die Veröffentlichung der ersten Schallplatten, Konzerte und viel Studioarbeit. Mit dem Autor Wolfgang Röhrer entstand unter anderem Rock ist keine Marschmusik, ein Hörspiel gegen den Neofaschismus. In der Neuformation des „Berliner Rock Ensembles“, das sich nun „Demenzia - Berliner Rock Ensemble“ nannte, kam es wieder zu einer Zusammenarbeit mit Klaus Lage und Wolfgang Brock. Mit Klaus Lage teilte er sich die Erstellung des Songmaterials. Nach Lages Weggang zur EMI nach Köln stieg er in die Berliner Gruppe „Goya“ ein, die sich fortan „Spotz!“ nannte und 1982 den Rockwettbewerb des Berliner Senats gewann. Es folgten mehrere Veröffentlichungen und die Konzeption der Gruppe „Fürst Pückler und die Eisheiligen“. Ab 1986 war Harald Skorepa vorrangig als Komponist, Texter, Arrangeur und Studiomusiker tätig, mit vielen Veröffentlichungen im Rock-, Pop- und Schlagerbereich, u. a. für Dorthe Kollo.

### Die 1990er Jahre bis heute
1993 erschien nach zweijähriger Arbeit die Berliner Sinfonie, ein Crossover-Projekt von Klassik und Rock. Im selben Jahr engagierte er sich für kurze Zeit in der Coverband „Schahö“. Die Idee eines umfassenden Musiklexikons war eine konsequente Weiterentwicklung der Bemühungen, ab 1995 mit der eigenen umfangreichen Schallplatten-, CD-, Video- und Tonbandsammlung fertigzuwerden. Das Ultimus-Musiklexikon erschien 2016 in der 17. Auflage mit einem Umfang von mittlerweile 2 Millionen Einträgen. Ab Anfang 2005 war Harald Skorepa wieder musikalisch aktiv, und zwar in der Gruppe „Rock ’n’ Roll Alligators“.
Mit dem Comic-Zeichner, Karikaturisten und ehemaligen Schlagzeuger der Gruppe „Team Beats Berlin“, Peter Butschkow, gingen außerdem drei Buchveröffentlichungen (Musik und Karikatur) beim Mainzer Schott-Verlag in Arbeit, die im Herbst 2005 bzw. Frühjahr 2006 und Herbst 2007 erschienen. Ebenfalls im Herbst 2007 fand eine weitere Zusammenarbeit mit dem Gitarristen Martin Knaden statt.
Als Harald Skorepas Frau Elke 2015 schwer erkrankte, beendete er seine vierzigjährige erfolgreiche Arbeit als Psychotherapeut.
2013 veröffentlichte er seine Autobiografie Eintopf ohne Deckel, die 2018 in 2. Auflage erschien.

## Diskographie
- Upperseption: Cornicula (LP, aufgenommen 1970, erschienen 2013)
- Upperseption: Neo Gourage (CD, aufgenommen 1972–1974, erschienen 2019)
- Os Mundi: Sturmflut (CD, aufgenommen 1973–1975, erschienen 2008)
- Rainer Tscheu und Dementia Praecox: Feuer und Glut / Superstar (Single, 1978)
- Spotz: Au warte... / Schokolade (Single, 1982)
- Fürst Pückler und die Eisheiligen: Schneemann ade / Nervös, nervös (Single, 1983)
- Stodnick: Au warte / Dein Lächeln (Single, 1988)
- Harald Skorepa: Berliner romantische Sinfonie (CD, 1993)
- Harald Skorepa: Durch die Zeiten (3CD, 2020)

## Werke
- Ultimus-Musiklexikon (CD-ROM) – Schneemann-Produktion, 1. Auflage 1997, aktuell 17. Auflage
- Lexikon der Musikinstrumente (CD-ROM) – Schneemann-Produktion 2002
- Die besten 222 Bläserwitze – Schott-Verlag, Mainz 2005
- Die besten 222 Dirigentenwitze – Schott-Verlag, Mainz 2006
- Die besten 222 Streicherwitze – Schott-Verlag, Mainz 2007
- Eintopf ohne Deckel (Autobiographie) – 2. Auflage Buchkontor Teltow 2018
- Reimeleien (unter seinem Pseudonym Erich Ringelhardt) – Buchkontor Teltow 2020
- Anekdoten – Bemerkenswertes – Curioses aus der Welt der Musik – Buchkontor Teltow 2021
- Niemand nahm Kassandra ernst (Aphorismen – Essays – Traktate) – BoD 2023